# 花宮初奈
花宮初奈（日语：／ Hanamiya Niina；10月24日—）是日本女性聲優，隸屬於青二製作。

## 經歷
花宮來自大阪府，受母親影響從小學習钢琴，不過並未顯現才能，於是5歲時改學芭蕾舞。就讀高等學校時為報考寶塚音樂學校而開始學習爵士舞，在大学選擇舞蹈專業，擁有長期的芭蕾與舞蹈經驗，亦將爵士舞與古典芭蕾列為自己的特長。
花宮在就讀中學校時學習古典芭蕾，為與自己有相通之處的電視動畫《Love Live!》角色、μ's成員絢瀨繪里所吸引，對Love Live!系列感興趣。就讀大学時知曉2020年舉行的《Love Live! Superstar!!》一般公募試音，覺得除舞蹈外還需演技，遂決定入讀声優專門学校。花宮未通過Liella!一般公募試音，但未放棄參演Love Live!系列的夢想，於是參加青二製作的試音，並獲通過，成為声優。之後一直在事務所内表達對Love Live!系列的喜愛，接觸到的經理又負責該系列，得以參加《Love Live! 蓮之空女學院學園偶像俱樂部》試音並獲通過。
花宮作為2020至2021年度青二製作的Junior所屬聲優，在2025年4月1日成為準所屬。

## 人物
花宮有一個父方或母方的祖父是美國人，與花宮同居過。此外花宮還有弟弟，兩人關係很好，每天都以電話聯繫。
花宮的興趣為鑑賞音樂、製作菓子、逛咖啡店、玩音樂遊戲，其中玩音樂遊戲特則是以沉迷於《Love Live! 學園偶像祭》為契機。此外花宮對红茶亦有豐富的見識，經常在喜歡的咖啡店聽音樂，度過輕鬆的時光。
花宮就讀的高等學校有禮節與插花課程，因此花宮擁有小原流師範科二期資格，以升格至准教授為目標。此外花宮在学生時代上下學主要乘坐私家車，未乘過公共汽車。
花宮的座右銘為「虎視眈眈」，性格堅忍，堅持自己的意見，自己不能接受時會對大人表達自己的意見。
花宮對Love Live!系列有很強的感情，在《蓮之空》飾演藤島慈的月音瑚奈等人不了解該系列時提供答疑，受到敬慕。
花宮小時候買過相關的教育漫畫書，以此為契機喜歡上埃及，經自學能讀寫圣书体。花宮在自己的節目《花宮初奈「217find!」》設有「如果我成為埃及王」（私がエジプト王になったら）的版塊。

## 出演作品
粗體字為主要角色。

### 電視動畫
2022年
- 即使如此依舊步步進逼（女學生[3]）
-東京喵喵 NEW♡（客人、寄生種[3]）

2023年
- IDOLiSH7 Third BEAT!（女客人A[3][10]）
- 無職轉生II ～到了異世界就拿出真本事～（女學生C[3]）
- Dr.STONE NEW WORLD（女子）

2024年
- 愚蠢天使與惡魔共舞（女學生4）

2025年
- 卡片戰鬥!! 先導者 Divinez DELUXE篇（女學生）
- 青春之箱
- 天久鷹央的推理病歷表[11]
- 青春特調蜂蜜檸檬蘇打（學生會女子[12]）
- 紫雲寺家的兄弟姊妹（女學生B[13]、友人、女學生）
- Bad Girl 不良少女（水鳥亞鳥[14]）
- Princession Orchestra（女孩子D）

### 網路動畫
- （[15]）

### 遊戲
2022年
- 3（亞馬遜樹蟒蛇）

2023年
- Link! Like! Love Live!（2023年 - 2025年 乙宗梢）
- 城姬Quest（御館、飯田城）
- 怪物彈珠（2023年 - 2025年 布拉達曼特、莉茲姆）

2024年
- Code Geass 反叛的魯路修 Lost Stories（瑪莉卡・索雷西）
- 元素物語 WORLD（ブリギット）
- 幻想女武神（蕾米莉亞・斯卡蕾特）
- 勝利女神：妮姬（茨瓦伊）

時期未定
- OZ Re:write（チチ）

### 數位漫畫
- （2024年，[26]）

### 電臺
- 花宮初奈「217find!」（日语：花宮初奈「217find!」）（2024年—，AuDee[27]）

## 外部連結
- 花宮初奈的X（前Twitter）